# Negeri Ratu (Lengkiti)
Negeri Ratu is een bestuurslaag in het regentschap Ogan Komering Ulu van de provincie Zuid-Sumatra, Indonesië. Negeri Ratu telt 623 inwoners (volkstelling 2010).